# Clohesyomyces aquaticus
Clohesyomyces aquaticus är en svampart som beskrevs av K.D. Hyde 1993. Clohesyomyces aquaticus ingår i släktet Clohesyomyces, divisionen sporsäcksvampar och riket svampar.   Inga underarter finns listade i Catalogue of Life.